# Емільянув (Воломінський повіт)
Емільянув (пол. Emilianów) — село в Польщі, у гміні Радзимін Воломінського повіту Мазовецького воєводства.
Населення — 181 особа (2011).
У 1975-1998 роках село належало до Варшавського воєводства.

## Демографія
Демографічна структура станом на 31 березня 2011 року:
|          | Загалом | Допрацездатний вік | Працездатний вік | Постпрацездатний вік |
| -------- | ------- | ------------------ | ---------------- | -------------------- |
| Чоловіки | 91      | 28                 | 61               | 2                    |
| Жінки    | 90      | 23                 | 48               | 19                   |
| Разом    | 181     | 51                 | 109              | 21                   |